# Герб Оріке
Ге́рб Орі́ке — офіційний символ містечка Оріке, Португалія. Використовується як територіальний герб. У червоному щиті лицар у срібних обладунках на срібному коні з червоною збруєю. Вершник тримає правицею срібного меча. Кінь крокує праворуч по срібній землі, промальованій зеленим. У кутах глави щита дві срібні вежі з червоними вікнами і брамами. Над правою вежею золоте сонце, над лівою — срібний півмісяць, обернений рогами до центру. Щит увінчує срібна мурована містечкова корона з чотирма вежами.  Під щитом біла стрічка, на якій великими літерами напис португальською: «vila de Ourique» (містечко Оріке).  Офіційно затверджений 14 лютого 1985 року.  Лицар уособлює португальського короля Афонсу І, який здобув перемогу над мусульманами в легендарній битві при Оріке 1139 року

## Галерея

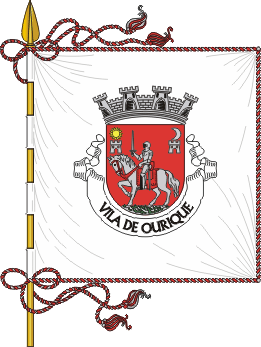
Прапор